# La nostra compagna
La nostra compagna (La Tendre Ennemie) è un film del 1936 diretto da Max Ophüls.
Il film venne presentato in concorso alla 4ª Mostra del Cinema di Venezia.

## Distribuzione
In Francia, la prima proiezione del film si tenne all'Edouard VII di Parigi il 12 novembre 1936, distribuito dalla Pathé Consortium Cinéma.

### La critica
(...) Ophüls trasforma l'andirivieni di figure spettrali in una sorta di allegro gioco di prestigio evitando così qualunque banalità. Egli riesce anche a superare, abilmente da un punto di vista cinematografico, i difficili problemi connessi al continuo intrecciarsi di avvenimenti passati e presenti, reali ed irreali. Il crak della coppia nella stanza dell'albergo, la notte nel locale notturno, la discussione tra il domatore e il suo medico, sono state scene che non solo registrano con precisione gli avvenimenti ma li commentano anche con un'ironia soffusa, tipica dei decenni passati.

Siegfried Krakauer, Ein französischer Film (Neue Zürcher Zeitung, 22 novembre 1936)